# Bambel (plaats)
Bambel is een bestuurslaag in het regentschap Aceh Tenggara van de provincie Atjeh, Indonesië. Bambel telt 581 inwoners (volkstelling 2010).